# École de Pigalle
L’École de Pigalle est un groupe amical d'illustrateurs et auteurs de bande dessinée qui ont commencé leur carrière dans le quartier de Pigalle, à Paris, au début des années 1980. Leur travail, décliné notamment dans la revue P.L.G., est influencé par la ligne claire d'Yves Chaland autant que par le travail plus pictural de Gus Bofa. Le terme aurait été trouvé par François Avril.

## Artistes liés à l'École de Pigalle
- François Avril
- Jacques de Loustal
- Ted Benoît
- Dupuy-Berberian
- Philippe Petit-Roulet
- Jean-Claude Götting
- Didier Martiny (scénariste)